# ناتالیا بوچینسکا
ناتالیا بوچینسکا (اوکراینی: Ната́лія Любоми́рівна Бучи́нська؛ زادهٔ ۲۸ آوریل ۱۹۷۷) خواننده، tv presenter اهل اوکراین است. وی از سال ۱۹۹۵ میلادی تاکنون مشغول فعالیت بوده‌است.